# 칠레하우스

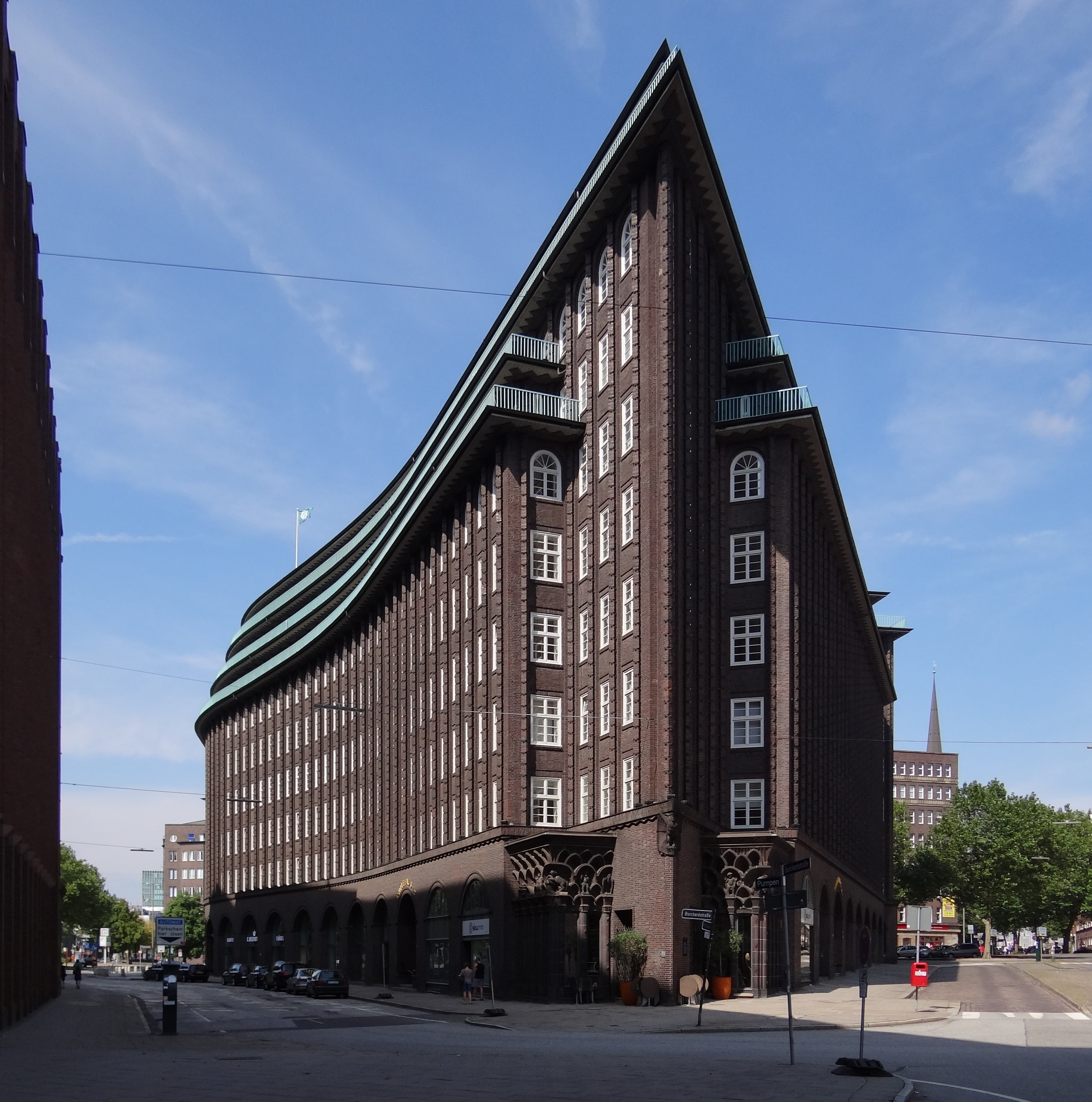
칠레하우스

칠레하우스(독일어: Chilehaus)는 독일 함부르크 콘토어하우스 지구에 위치한 사무실 건물이다. 사업가 헨리 브로런스 슬로먼의 주문을 받고 프리츠 회거가 건축했다. 1920년대 표현주의 건축 양식을 대표하는 건물로 평가받는다. 2015년 슈파이허슈타트 및 다른 콘토어하우스 건물들과 함께 유네스코 세계유산에 등재됐다.